# Berg TG
| TG ist das Kürzel für den Kanton Thurgau in der Schweiz. Es wird verwendet, um Verwechslungen mit anderen Einträgen des Namens Berg zu vermeiden. |

Berg ist eine politische Gemeinde und eine Ortschaft im Bezirk Weinfelden des Kantons Thurgau in der Schweiz. Die seit 1995 bestehende Gemeinde umfasst die ehemalige Munizipalgemeinde Berg mit deren ehemaligen Ortsgemeinden Berg, Andhausen, Graltshausen und Mauren sowie die zuvor zur ehemaligen Munizipalgemeinde Birwinken zählende Ortsgemeinde Guntershausen bei Birwinken.

## Geographie
Die politische Gemeinde Berg besteht aus folgenden Ortschaften:
- Die ehemalige Ortsgemeinde Berg TG ist eine Streusiedlung am Ottenberg, liegt an der Strasse Kreuzlingen–Weinfelden und gliedert sich wie folgt: Im Nordwesten befindet sich der Ortsteil Bergerwilen und im Süden Kehlhof. Ebenfalls zu Berg gehören Beckelswilen im Nordwesten, Heimenlachen im Norden und Hohenalber im Nordosten. Das Schloss Berg wurde durch Briefe und ein Gedicht von Annette von Droste-Hülshoff bekannt. Der letzte Graf von Thurn zu Berg, Johann von Thurn, war von 1817 bis 1831 Mitglied der Regierung des Kantons Thurgau.[6]
- Andhausen ist östlich des Ortes Berg gelegen und durch den anhaltenden Bauboom mit Berg zusammengewachsen.
- Die ländlich geprägte Ortschaft Graltshausen liegt am nordöstlichen Ende von Berg. Dazu zählen auch die Weiler Ast bei Graltshausen und Lanzendorn. Ast gehörte früher zur Ortsgemeinde Oberhofen bei Kreuzlingen, wurde abgetrennt und 1998 der politischen Gemeinde Berg zugeteilt.[7]
- Guntershausen bei Berg liegt unterhalb von Andhausen und ist vor allem durch das Altersheim in der Region bekannt.
- Das südlich gelegene Dorf Mauren am Hang des Ottenbergs ist wichtiger Durchgangspunkt für den Individualverkehr. An der Gemeindegrenze zu Weinfelden befindet sich der Ortsteil Unterhard, wohingegen Mittel- und Oberhard bereits zu Weinfelden gehören.

Die früher ebenfalls zur ehemaligen Munizipalgemeinde Berg zählende ehemalige Ortsgemeinde Weerswilen gehört seit 1995 zu Weinfelden.

## Geschichte

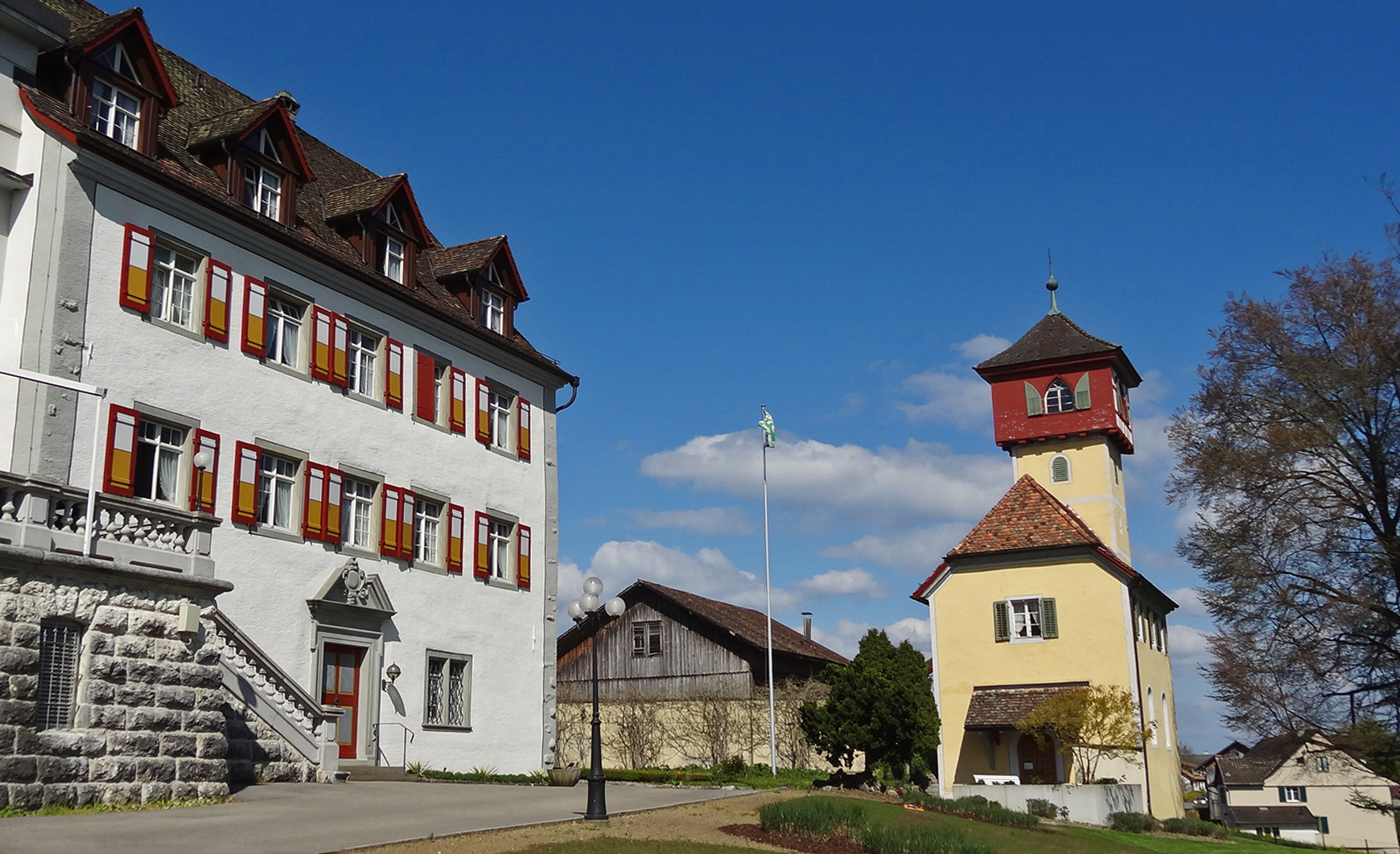
Schloss Berg mit Kapelle

Aus der Steinzeit stammen Siedlungsspuren, aus der Bronzezeit Streufunde. Im Frühmittelalter waren Berg und Umgebung im Besitz des Bischofs von Konstanz und lagen an der Südgrenze der Bischofshöri. Aus dem Jahr 796 stammt eine Erwähnung als Berga. Als Vorläufer des um 1600 erbauten Schlosses wird eine Befestigungsanlage aus dem 12./13. Jahrhundert vermutet. Schloss und Gerichtsherrschaft mit den Dörfern Berg, Andhausen und Donzhausen sowie Teilen von Andwil, Mauren und Mattwil wurden bis 1798 vom Domstift Konstanz als Lehen vergeben. Die Herauslösung aus der Bistumsverwaltung und die Entstehung der ab 1386 belegten Gerichtsherrschaft sind ungeklärt. Gerichtsherren waren u. a. die Egli von Zug (1518–1567), die Brümsi von Herblingen (1586–1653/56) und die von Thurn-Valsassina (1676–1798).
1506 wurde eine Pfründe auf den Mauritiusaltar der vermutlich im 11. Jahrhundert entstandenen Kapelle gestiftet, so dass in Berg, einer Filiale von Sulgen, ein Kaplan angestellt werden konnte. Nach der Reformation 1529, der die Einwohner anhingen, während die Gerichtsherrschaft in katholischer Hand verblieb, fand bis 1575 kein regelmässiger Gottesdienst statt. Bis zur Gründung der reformierten Kirchgemeinde 1851 mit Berg, Andhausen, Mauren und Weerswilen wurde Berg von Sulgen aus versorgt. Die im 16./17. Jahrhundert entstandene katholische Pfarrei umfasste darüber hinaus auch Altishausen, Birwinken, Dotnacht, Graltshausen, Guntershausen, Hugelshofen und Mattwil. 1935 wurde die Parität aufgehoben und eine katholische Kirche erbaut.

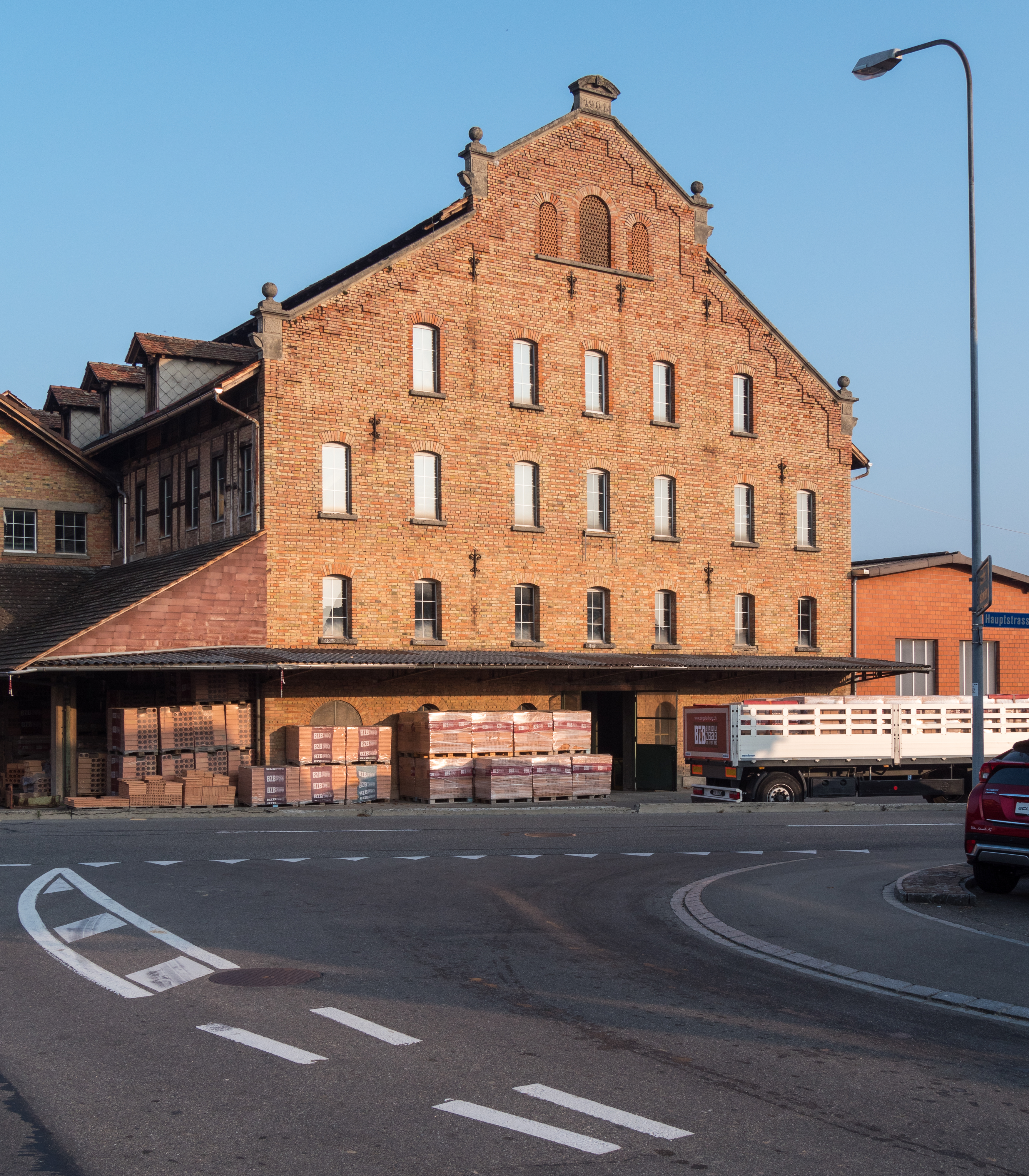
Ziegelei Berg

Wichtigste Landwirtschaftzweige bildeten Obstbau (Brennerei), Viehwirtschaft und bis 1900 Rebbau. 1899 entstand eine Käserei. Infolge der Industrialisierung entstanden in Berg 1863 die Ziegelei Brauchli und um 1900 mehrere Stickereibetriebe. 1911 erfolgte der Anschluss an die Mittelthurgaubahn mit den Stationen Kehlhof und Berg. In jüngster Zeit führten ein günstiger Steuerfuss und die attraktive Lage zu starkem Bevölkerungswachstum und zur Erschliessung neuer Wohnquartiere. 1990 arbeiteten je 45 % der in Berg Erwerbstätigen im zweiten bzw. dritten Wirtschaftssektor.
1993 wurde die Ortsgemeinde Andhausen in die Ortsgemeinde Berg eingemeindet. 1995 vereinigten sich die Ortsgemeinden Berg, Graltshausen, Mauren, die von der Munizipalgemeinde Birwinken abgetrennte Ortsgemeinde Guntershausen bei Birwinken und der von der Ortsgemeinde Weerswilen abgetrennte Ortsteil Beckelswilen zur politischen Gemeinde Berg. Bereits 1866 wurde die frühere Ortsgemeinde Graltshausen von der Munizipalgemeinde Hugelshofen abgetrennt und der Munizipalgemeinde Berg zugeteilt.
→ siehe auch Abschnitte Geschichte in den Artikeln Andhausen, Graltshausen, Guntershausen bei Berg und Mauren TG

## Wappen
Blasonierung: In Rot ein weisser Turm.
Das Wappen geht auf jenes der Familie von Thurn zurück. Die Ortsgemeinde Berg verwendete das Wappen seit 1947. Im Vorfeld der Bildung der politischen Gemeinde Berg wurde beschlossen, dieses Wappen weiterzuverwenden.

## Bevölkerung
| Die zur Anzeige dieser Grafik verwendete Erweiterung wurde dauerhaft deaktiviert. Wir arbeiten aktuell daran, diese und weitere betroffene Grafiken auf ein neues Format umzustellen. (Mehr dazu) |

|                     | 1850  | 1910  | 1950  | 1980  | 1990  | 2000  | 2010  | 2018  | 2023   |
| ------------------- | ----- | ----- | ----- | ----- | ----- | ----- | ----- | ----- | ------ |
| Politische Gemeinde |       |       |       |       |       | 2876  | 3067  | 3406  | 3529   |
| Munizipalgemeinde   | 1374  | 1767  | 1690  | 1953  | 2517  |       |       |       |        |
| Ortsgemeinde        | 440   | 833   | 795   | 1142  | 1575  |       |       |       |        |
| Quelle              | [ 8 ] | [ 8 ] | [ 8 ] | [ 8 ] | [ 8 ] | [ 7 ] | [ 7 ] | [ 7 ] | [ 12 ] |

Von den insgesamt 3529 Einwohnern der Gemeinde Berg am 31. Dezember 2023 waren 549 bzw. 15,6 % ausländische Staatsbürger. 1539 (43,6 %) waren evangelisch-reformiert und 848 (24,0 %) römisch-katholisch. Die Ortschaft Berg zählte zu diesem Zeitpunkt 2487 Bewohner.

## Wirtschaft
Im Jahr 2016 bot Berg 1156 Personen Arbeit (umgerechnet auf Vollzeitstellen). Davon waren 8,4 % in der Land- und Forstwirtschaft, 28,3 % in Industrie, Gewerbe und Bau sowie 63,3 % im Dienstleistungssektor tätig.

## Verkehr

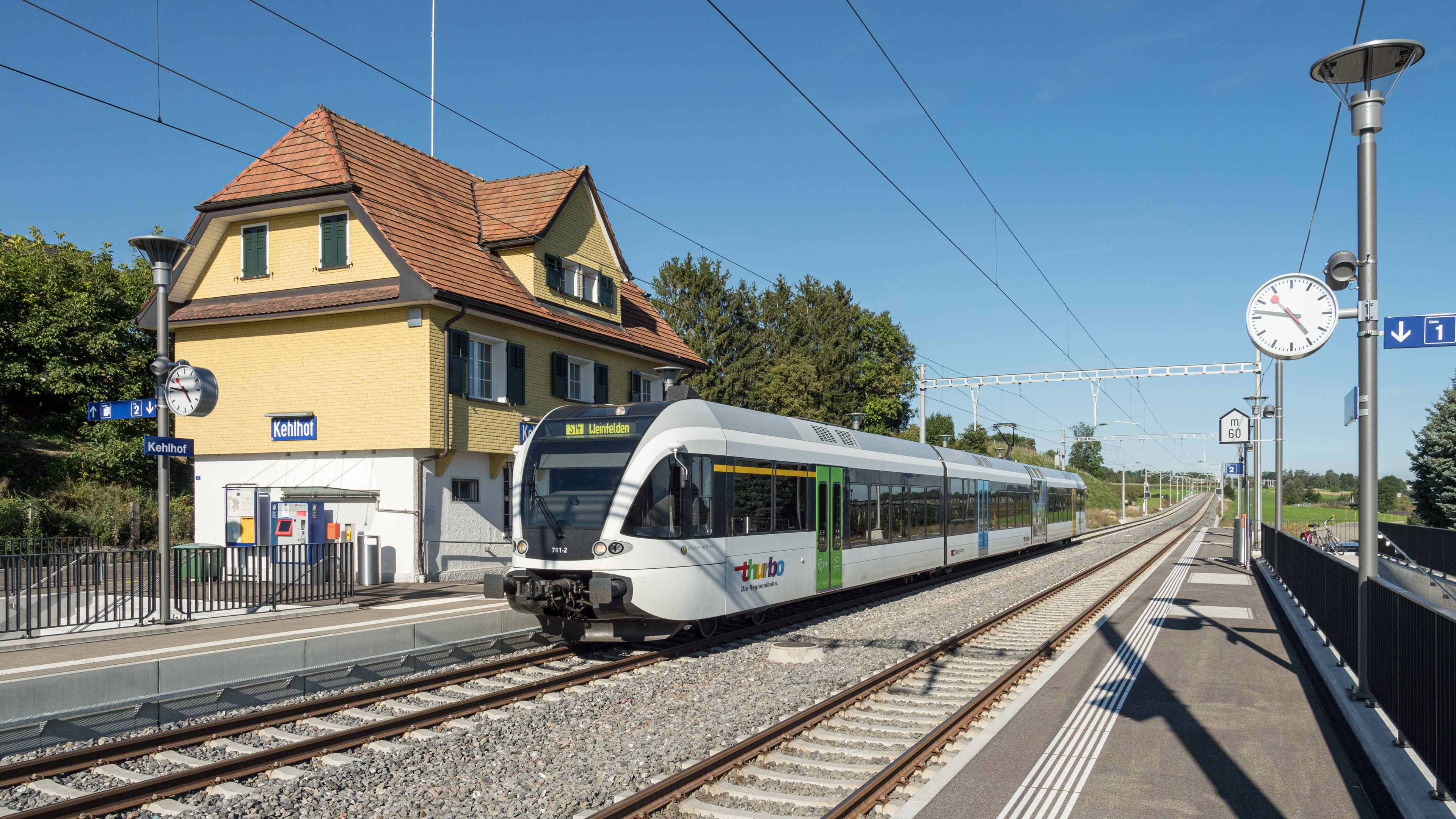
Bahnhof Kehlhof

Die Gemeinde liegt im Dreieck der drei regionalen Zentren Amriswil, Kreuzlingen und Weinfelden und ist bestens an den öffentlichen Verkehr angebunden. Auf dem Gemeindegebiet liegen die beiden Bahnstationen Berg und Kehlhof auf der Strecke Konstanz–Weinfelden der ehemaligen Mittelthurgaubahn.

## Sehenswürdigkeiten
Der Weiler Unterhard ist im Inventar der schützenswerten Ortsbilder der Schweiz aufgeführt.

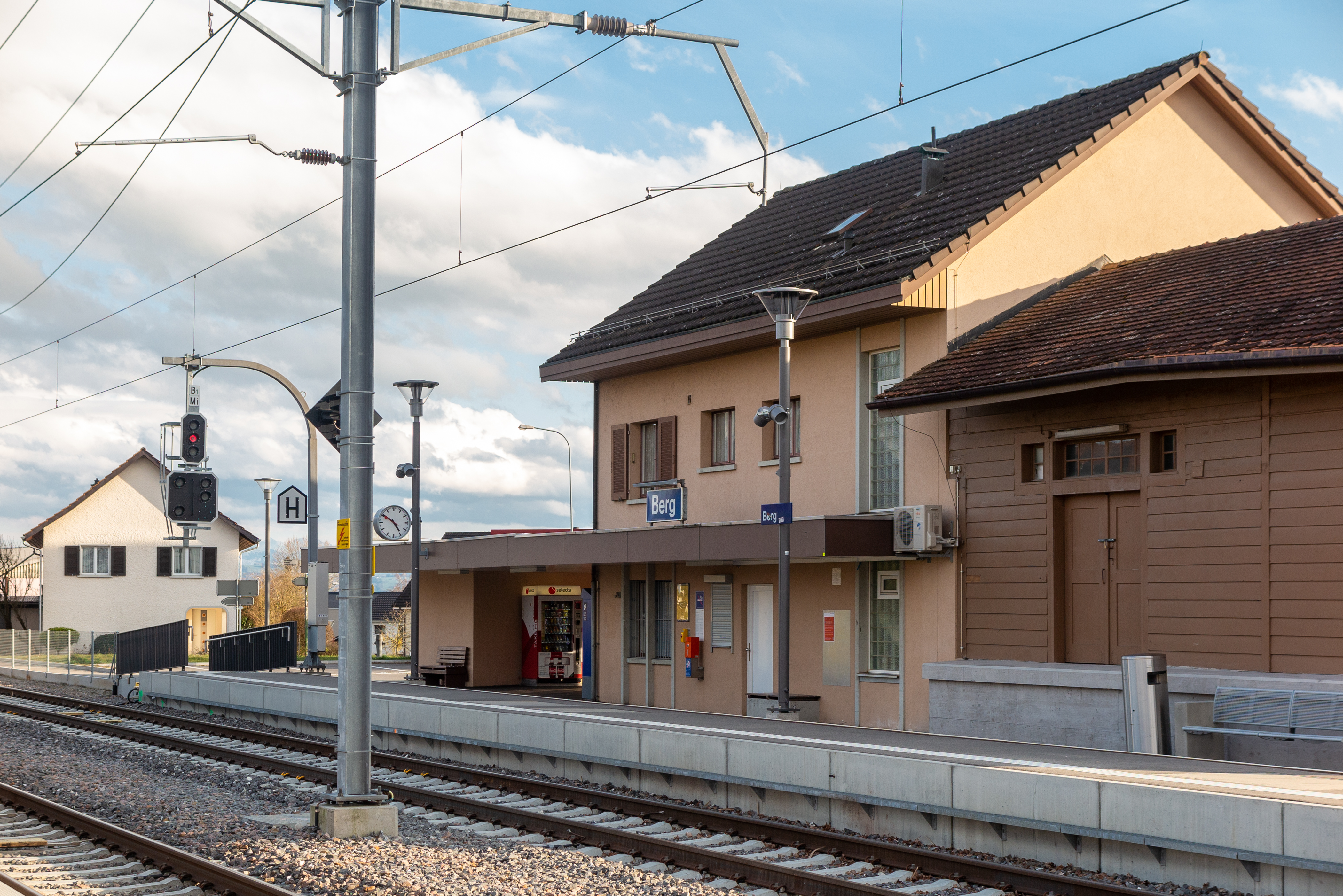
Bahnhof Berg
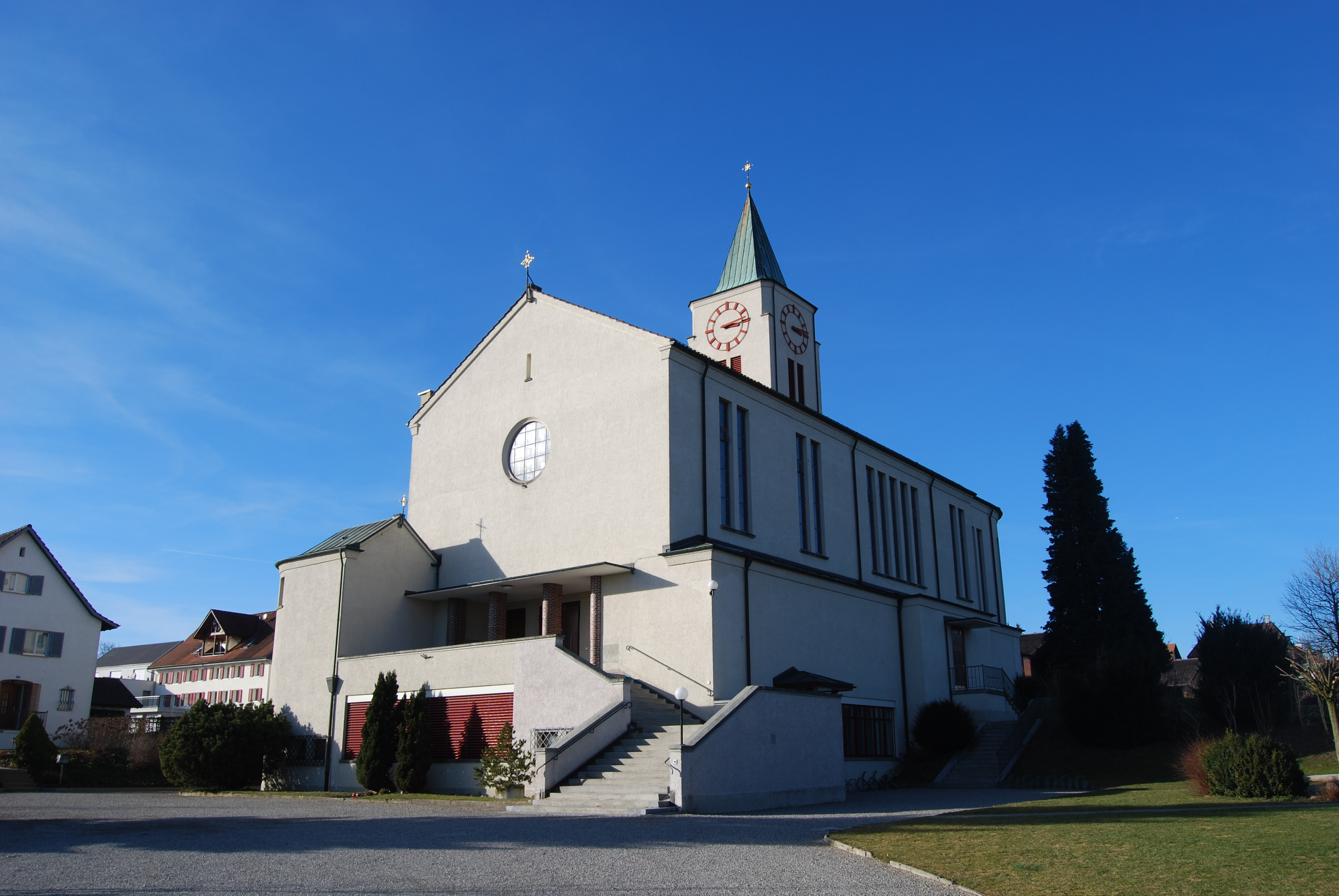
Katholische St. Mauritius-Kirche
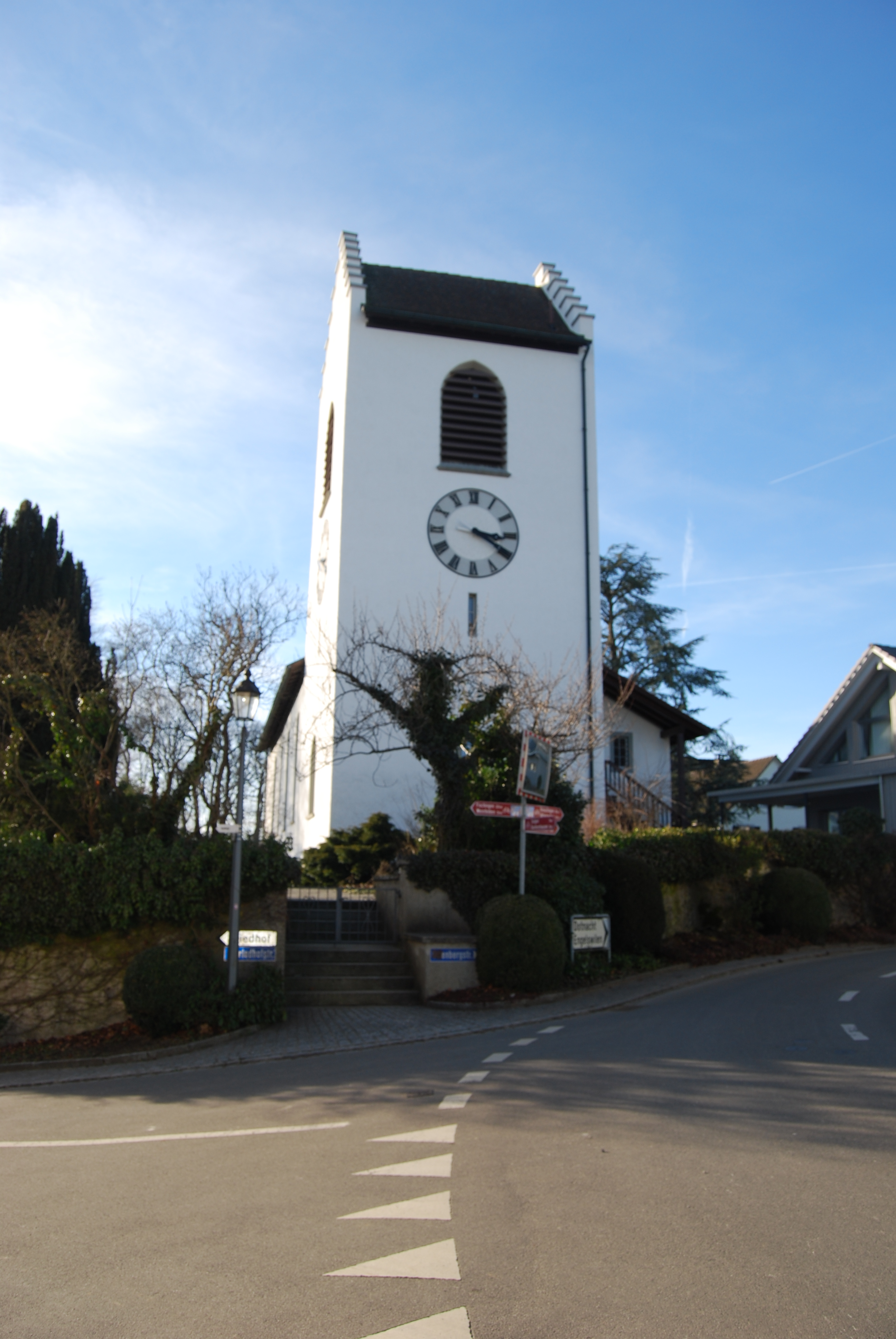
Reformierte Kirche
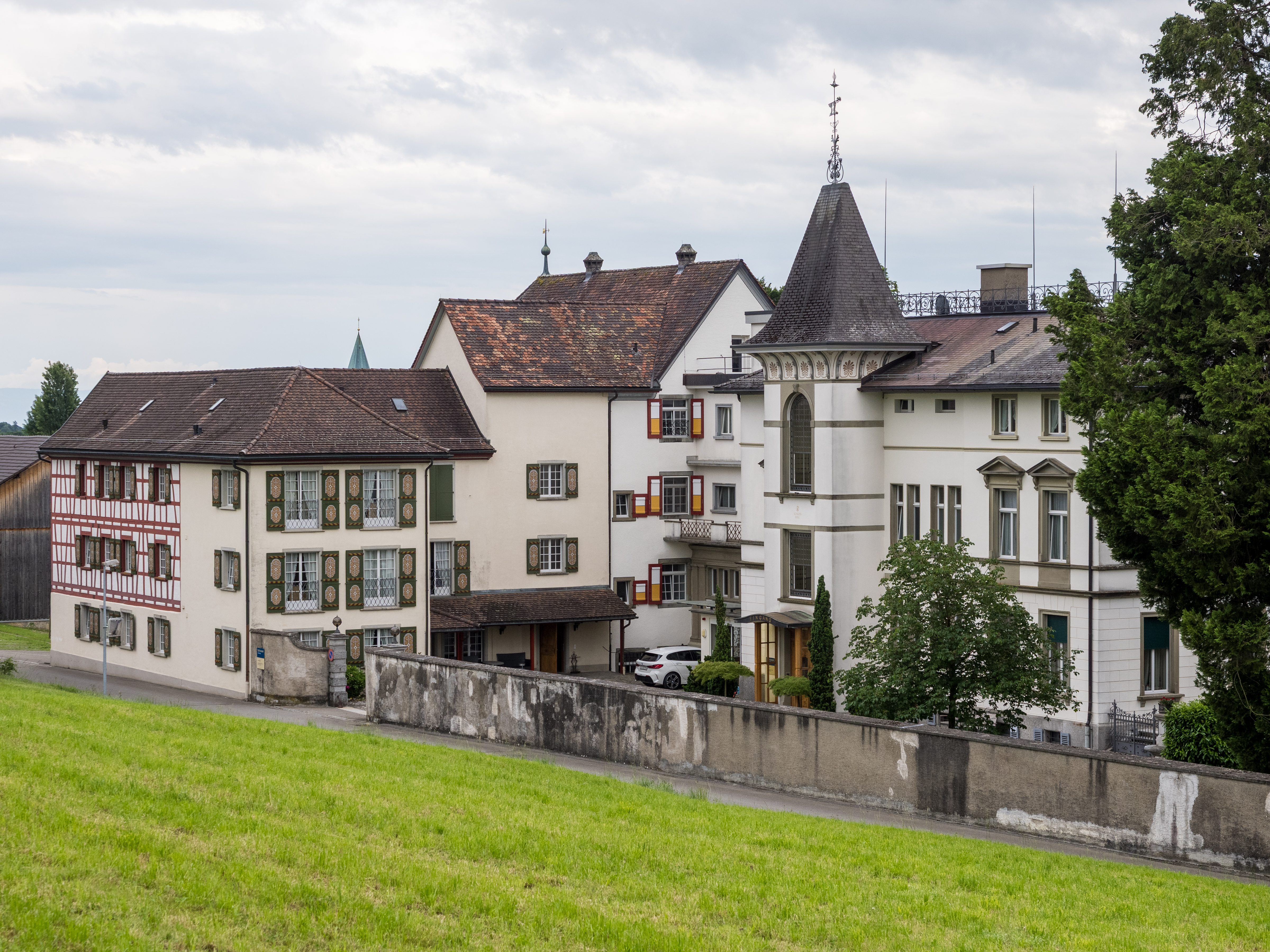
Schloss Berg
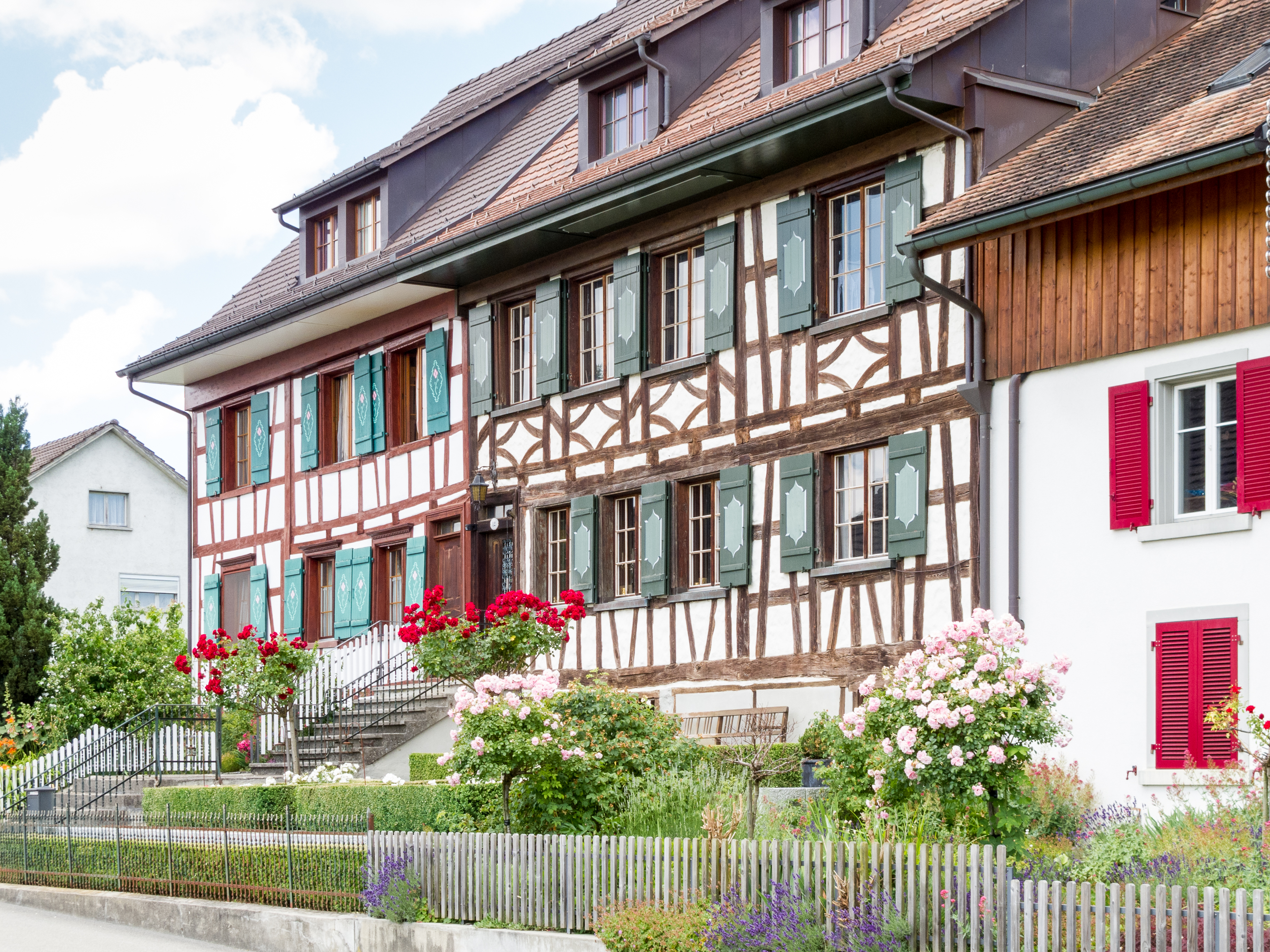
Riegelhäuser in Berg
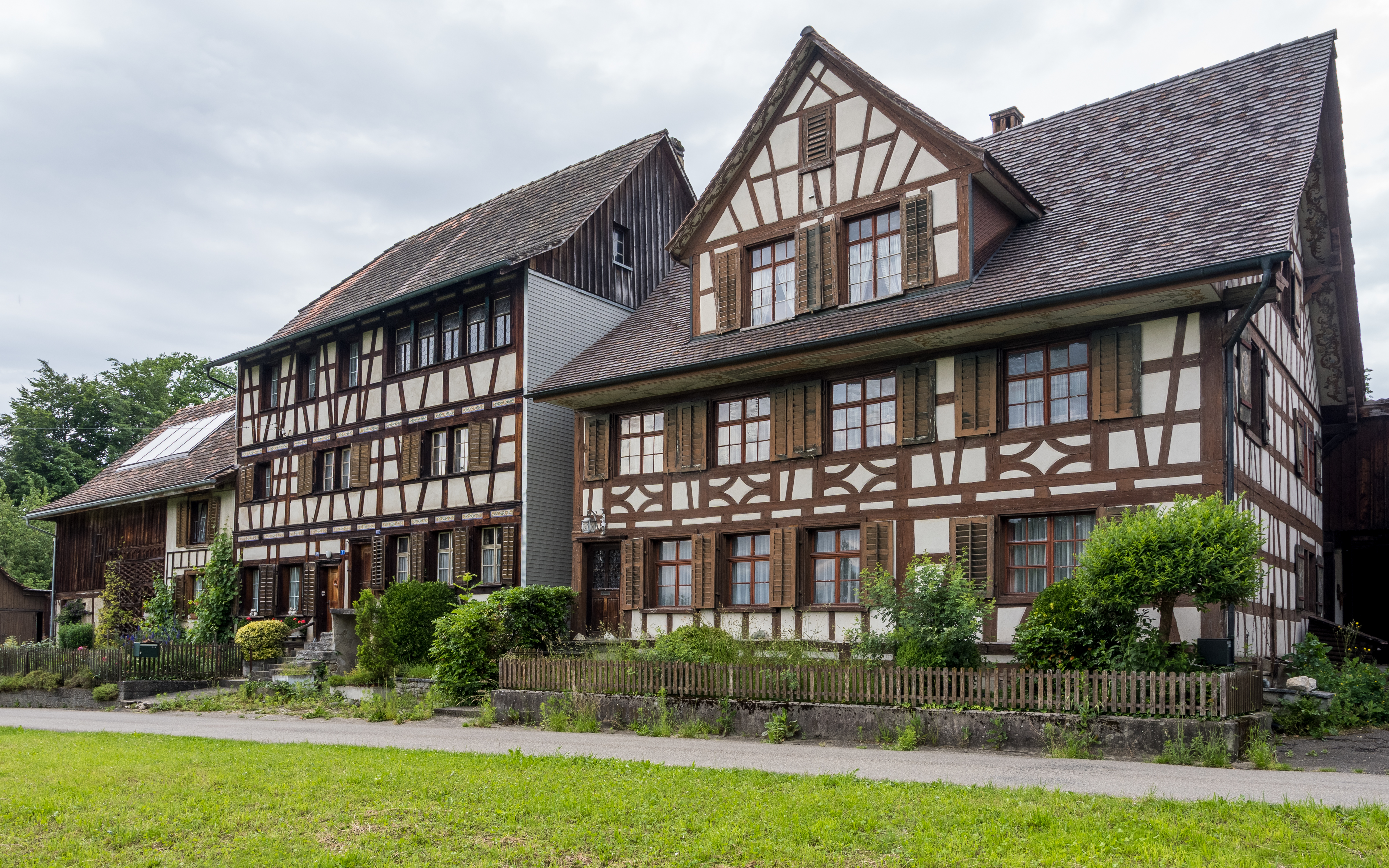
Riegelhausgruppe Höggershard
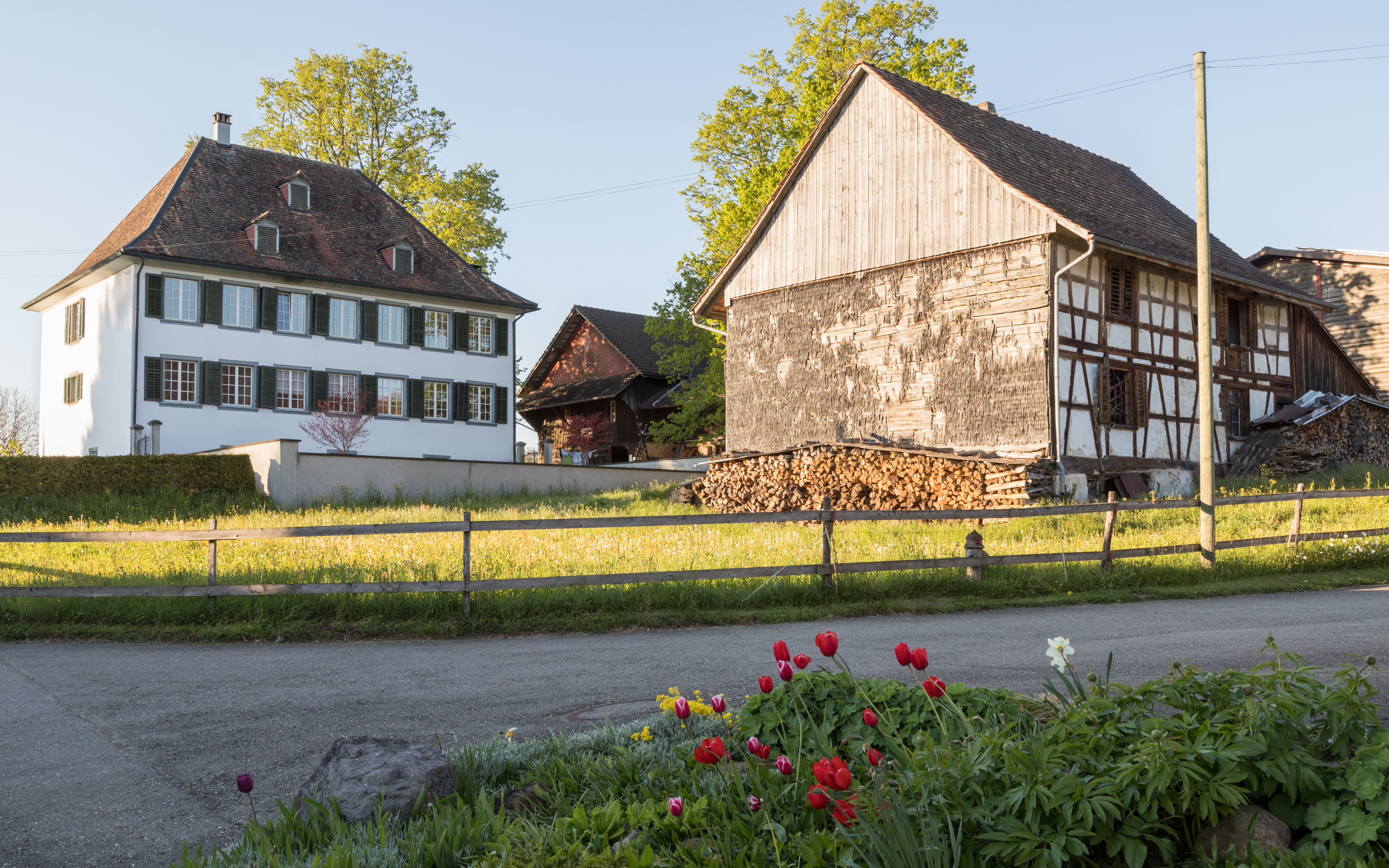
Landsitz Andhausen
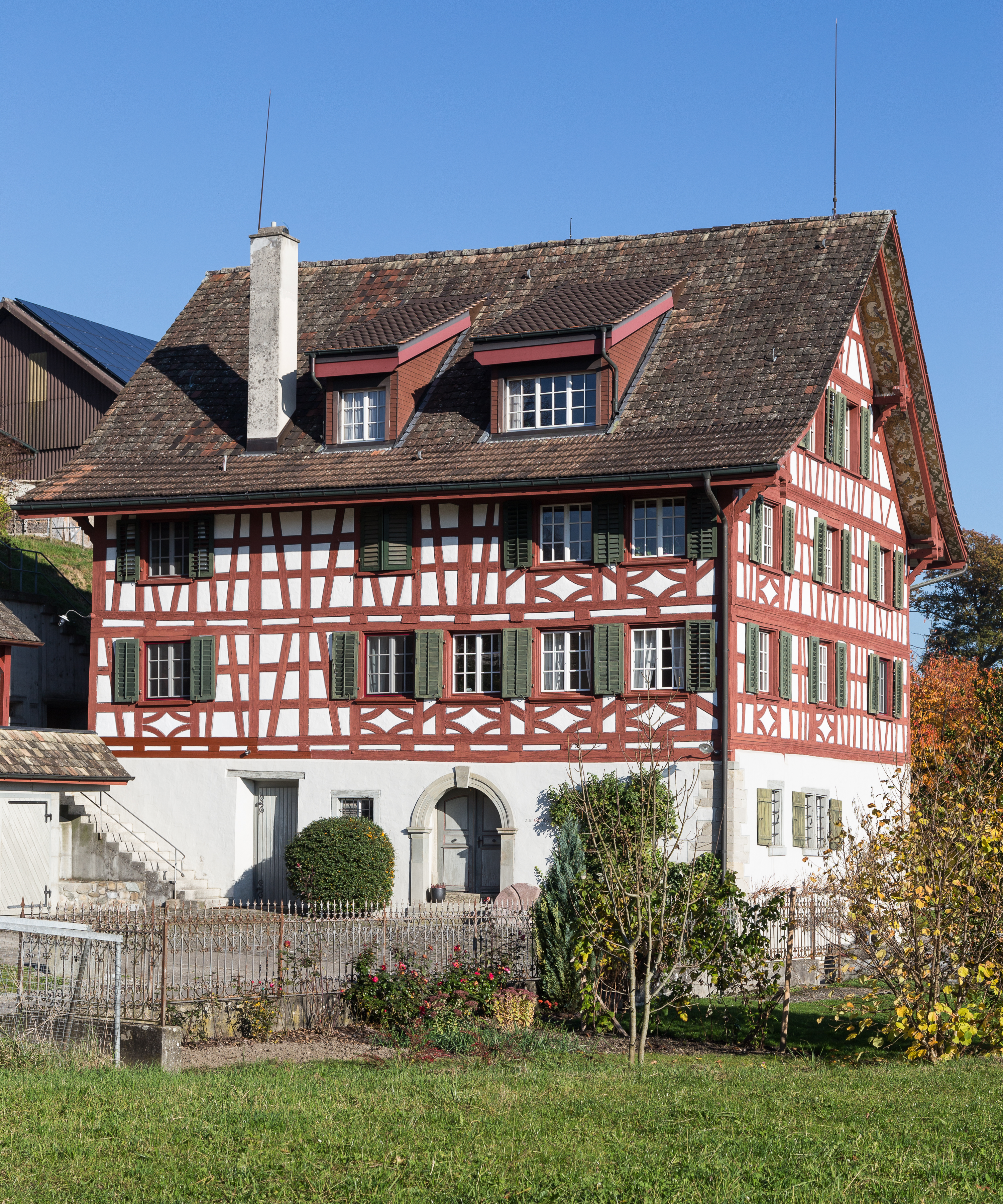
«Hardmüli» in Unterhard
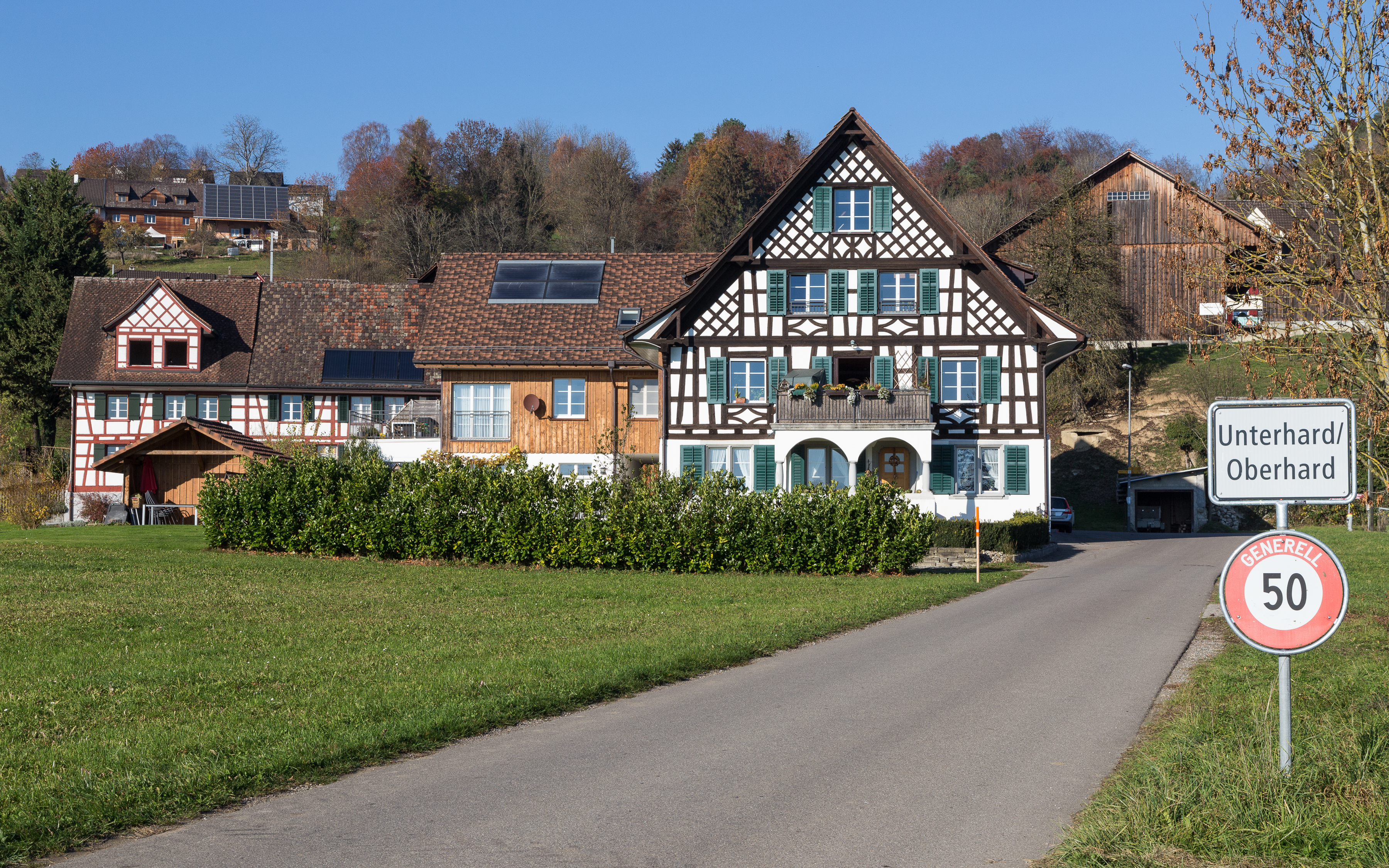
Bauernhaus in Unterhard
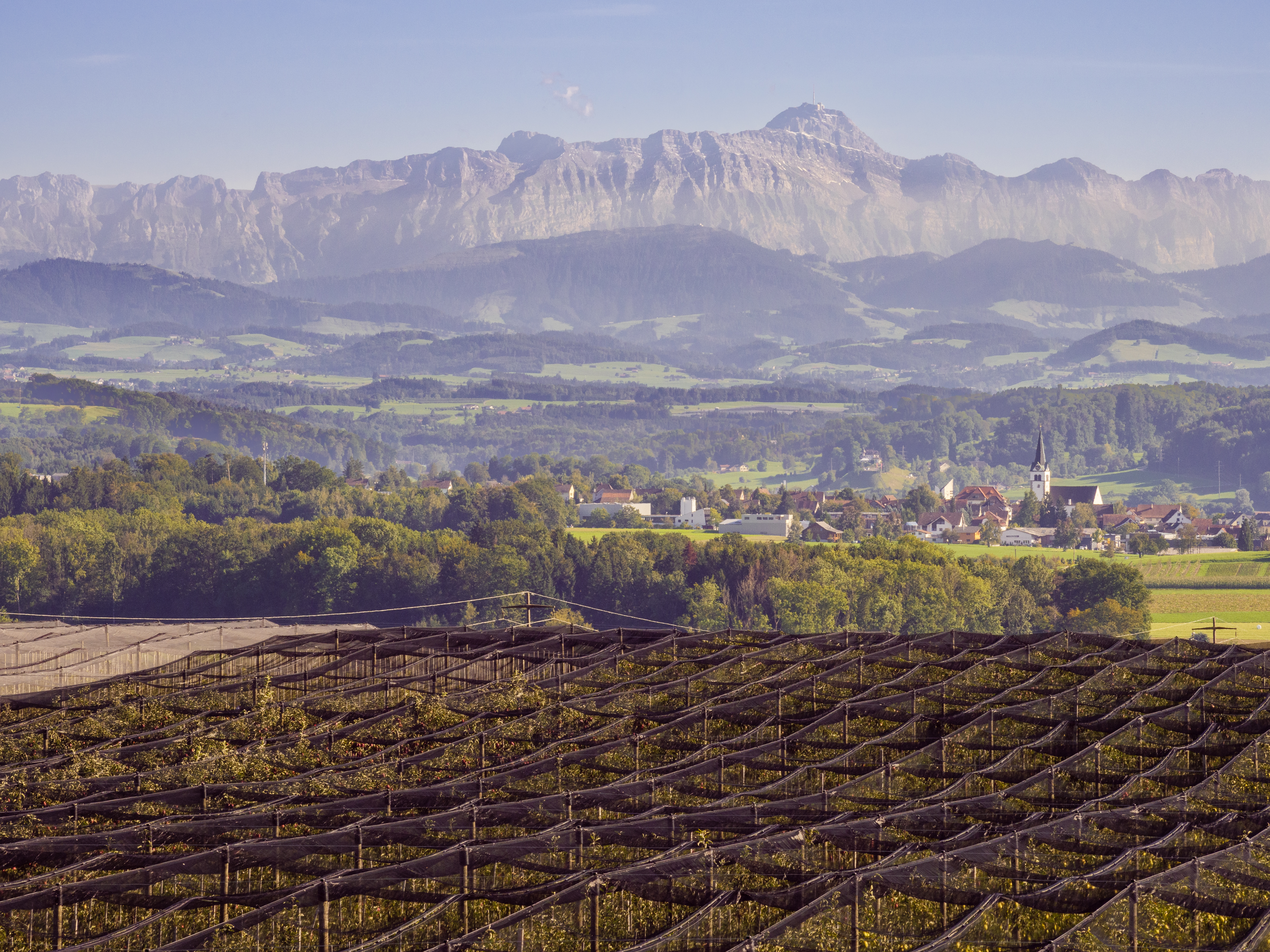
Kehlhof: Blick auf Thurtal und Säntis

## Partnergemeinden
- Królik Polski (Partnerschaft der Katholischen Kirchgemeinde Berg)

## Persönlichkeiten
- Caroline Farner (1842–1913), Ärztin
- Ernst Leumann (1859–1931), Indologe
- Hans Straub (1895–1962), Bauingenieur
- Heinz Haffter (1905–1998), klassischer Philologe
- Hermann Lei (* 1937), Politiker
- Timon Altwegg (* 1967), Schweizer Pianist
- Markus Nüssli (* 1971), Bobfahrer, Silbermedaillengewinner Olympische Spiele Nagano 1998
- Anita Buri (* 1978), Miss Schweiz 1999